# Grand Prix schansspringen 2013
De Grand Prix schansspringen 2013 ging op 26 juli 2013 van start in het Duitse Hinterzarten en eindigde op 3 oktober 2013 in het Duitse Klingenthal. De Grand Prix voor mannen bestond dit seizoen uit twaalf individuele wedstrijden en één wedstrijd voor landenteams. De Duitser Andreas Wellinger wist de Grand Prix op zijn naam te schrijven. De Grand Prix voor vrouwen bestaat dit seizoen uit zes individuele wedstrijden. De Japanse Sara Takanashi won opnieuw de Grand Prix voor vrouwen. Daarnaast stonden er twee gemengde landenwedstrijden op het programma.

## Mannen

### Kalender
| Datum      | Plaats       | Schans | Opmerking  | Eerste                                                      | Tweede                                                                      | Derde                                                           |
| ---------- | ------------ | ------ | ---------- | ----------------------------------------------------------- | --------------------------------------------------------------------------- | --------------------------------------------------------------- |
| 28/07/2013 | Hinterzarten | HS108  |            | Richard Freitag                                             | Andreas Wellinger                                                           | Matjaž Pungertar                                                |
| 02/08/2013 | Wisła        | HS134  | Team Avond | Polen Maciej Kot Krzysztof Biegun Dawid Kubacki Kamil Stoch | Duitsland Severin Freund Michael Neumayer Andreas Wellinger Richard Freitag | Slovenië Robert Kranjec Peter Prevc Jaka Hvala Matjaž Pungertar |
| 03/08/2013 | Wisła        | HS134  |            | Andreas Wellinger                                           | Maciej Kot                                                                  | Roman Koudelka                                                  |
| 15/08/2013 | Courchevel   | HS132  | Avond      | Andreas Wellinger                                           | Andreas Wank                                                                | Michael Neumayer                                                |
| 17/08/2013 | Einsiedeln   | HS117  |            | Kamil Stoch                                                 | Maciej Kot                                                                  | Andreas Wellinger                                               |
| 23/08/2013 | Hakuba       | HS131  | Avond      | Krzysztof Biegun                                            | Simon Ammann                                                                | Čestmír Kožíšek                                                 |
| 24/08/2013 | Hakuba       | HS131  | Avond      | Noriaki Kasai Jernej Damjan                                 |                                                                             | Jan Ziobro                                                      |
| 14/09/2013 | Nizjni Tagil | HS100  |            | Anders Bardal                                               | Tom Hilde                                                                   | Jakub Janda                                                     |
| 15/09/2013 | Nizjni Tagil | HS134  |            | Jakub Janda                                                 | Jernej Damjan                                                               | Krzysztof Biegun Anders Bardal                                  |
| 21/09/2013 | Almaty       | HS140  |            | Anders Bardal                                               | Jernej Damjan                                                               | Antonín Hájek                                                   |
| 22/09/2013 | Almaty       | HS140  |            | Matjaž Pungertar                                            | Jernej Damjan                                                               | Reruhi Shimizu                                                  |
| 29/09/2013 | Hinzenbach   | HS94   |            | Afgelast                                                    | Afgelast                                                                    | Afgelast                                                        |
| 03/10/2013 | Klingenthal  | HS140  |            | Andreas Wellinger                                           | Andreas Kofler                                                              | Janne Ahonen                                                    |

### Eindstand
| #  | Atleet            | Land | Punten |
| -- | ----------------- | ---- | ------ |
| 1  | Andreas Wellinger | GER  | 440    |
| 2  | Jernej Damjan     | SLO  | 419    |
| 3  | Anders Bardal     | NOR  | 323    |
| 4  | Matjaž Pungertar  | SLO  | 320    |
| 5  | Krzysztof Biegun  | POL  | 290    |
| 6  | Čestmír Kožíšek   | CZE  | 273    |
| 7  | Reruhi Shimizu    | JPN  | 262    |
| 8  | Maciej Kot        | POL  | 248    |
| 9  | Kamil Stoch       | POL  | 227    |
| 10 | Tom Hilde         | NOR  | 223    |

## Vrouwen

### Kalender
| Datum      | Plaats       | Schans | Opmerking | Eerste              | Tweede            | Derde             |
| ---------- | ------------ | ------ | --------- | ------------------- | ----------------- | ----------------- |
| 26/07/2013 | Hinterzarten | HS108  |           | Alexandra Pretorius | Sara Takanashi    | Katja Požun       |
| 15/08/2013 | Courchevel   | HS96   |           | Ema Klinec          | Sarah Hendrickson | Yuki Ito          |
| 14/09/2013 | Nizjni Tagil | HS100  |           | Sara Takanashi      | Coline Mattel     | Katja Požun       |
| 15/09/2013 | Nizjni Tagil | HS100  |           | Sara Takanashi      | Coline Mattel     | Katharina Althaus |
| 21/09/2013 | Almaty       | HS106  |           | Sara Takanashi      | Coline Mattel     | Yurina Yamada     |
| 22/09/2013 | Almaty       | HS106  |           | Sara Takanashi      | Katja Požun       | Atsuko Tanaka     |

### Eindstand
| #  | Atleet            | Land | Punten |
| -- | ----------------- | ---- | ------ |
| 1  | Sara Takanashi    | JPN  | 525    |
| 2  | Coline Mattel     | FRA  | 334    |
| 3  | Katja Požun       | SLO  | 286    |
| 4  | Atsuko Tanaka     | CAN  | 184    |
| 5  | Eva Logar         | SLO  | 180    |
| 6  | Irina Avvakoemova | RUS  | 169    |
| 7  | Katharina Althaus | GER  | 156    |
| 8  | Yurina Yamada     | JPN  | 150    |
| 9  | Julia Clair       | FRA  | 143    |
| 10 | Urša Bogataj      | SLO  | 140    |

## Gemengd

### Kalender
| Datum      | Plaats       | Schans | Opmerking | Eerste                                                                   | Tweede                                                      | Derde                                                                     |
| ---------- | ------------ | ------ | --------- | ------------------------------------------------------------------------ | ----------------------------------------------------------- | ------------------------------------------------------------------------- |
| 27/07/2013 | Hinterzarten | HS108  | Team      | Japan Yuki Ito Noriaki Kasai Sara Takanashi Yuta Watase                  | Slovenië Maja Vtič Nejc Dežman Katja Požun Matjaž Pungertar | Duitsland Ulrike Gräßler Andreas Wank Svenja Würth Richard Freitag        |
| 14/08/2013 | Courchevel   | HS96   | Team      | Duitsland Svenja Würth Michael Neumayer Ulrike Gräßler Andreas Wellinger | Japan Yuki Ito Yuta Watase Sara Takanashi Taku Takeuchi     | Frankrijk Léa Lemare Nicolas Mayer Coline Mattel Vincent Descombes Sevoie |